# 梁安琪 (香港)
梁安琪（英語：Angel Leung On Kay，1959年6月28日—），香港傳媒人，曾任香港區議員。

## 個人生活
梁安琪於香港長大，祖籍廣東清遠，早年就讀九龍真光中學小學部及中學部。她早在中學時期，開始投稿「音樂一周」，以及於多份年青人刊物編寫音樂專欄。
1977年10月加入香港電台中文台，成為「青春交響曲」的一份子。1980年加入商業電台，首個節目為「搖擺天使」，繼後亦有「純搖擺」等音樂節目，也曾主持過「年青人時間」及「美國細碟榜」。後來因叱咤903商業二台於1988年轉變路線只播中文原創流行歌曲而離開商台。在這段期間，她全職編寫明報週刊，以及主持亞洲電視的音樂節目包括「 ATV 音樂專線」...等等。
1991年，梁安琪由美國廣播人 Larry London 聘請加入新城廣播有限公司，後來更晉升為104 FM Select（亦稱作精選104頻道，乃新城財經台之前身） 台長。服務到1998年2月7日因為政治風波而離開。
1999年，她加入了民主黨，後來于2003年因政見不同退出民主黨，隨後以「公義同盟」再參選區議會但落敗。其後曾加入過自由黨一段短時間，期後再沒加入任何政黨。在2000年及2012年以獨立人士選過兩次立法會。
梁安琪一直努力廣播及音樂工作，九十年代繼續為不同報章雜誌撰文，2006年至09年在有線27台主持「有話直說」，「談情說愛」等等清談節目。2014年開拍《搖擺天使梁安琪》。2015年，她在《萬眾同心撐亞視》中，演出一段向亞視加油rap歌。2009年創辦了自己的網台「ALCTV互動創意網上電視。2010年在香港寬頻510主持「安琪會客室」，於2011年加入DBC香港數碼廣播有限公司，主持「千禧八達通」、「十級自由phone」等等時事評論節目。2013年，全面回歸樂壇，創辦了「搖擺天使勁Band音樂節」。2015年，客串香港電台電視部音樂微電影「傘開以後」 之 雨傘後，呼籲香港人維護創作及表達自由。
2019年出版首張個人EP唱片「活出生命」，翌年獲得華語金曲獎之「我最喜愛公益歌手大獎」。

## 電影
- 1995年《玻璃鎗的愛》

## 外部連結
- 電視訪問 : 本港台 星動亞洲(第176集) （页面存档备份，存于）
- 電視訪問 : 本港台 星動亞洲(第177集) （页面存档备份，存于）
- 電視訪問 : 本港台 星動亞洲(第178集) （页面存档备份，存于）
- 電視訪問 : 本港台 亞洲大學堂 （页面存档备份，存于）
- 電視訪問 : NOW 娛樂審死官 （页面存档备份，存于）
- 電視訪問 : NOW 雙梁計 （页面存档备份，存于）
- 傘開以後： 雨傘後 (音樂微電影) （页面存档备份，存于）
- 傘開以後(半小時版) （页面存档备份，存于）
- 太陽報 - 梁安琪力撐樂壇未死 （页面存档备份，存于）
- 太陽報 - 梁安琪好音樂藏起來 （页面存档备份，存于）
- 蘋果日報報導 （页面存档备份，存于）
- 星島日報報導
- 東方互動 - DJ梁安琪挾搖滾風回歸 （页面存档备份，存于）
- 太陽報 - 梁安琪回歸樂壇搞Band Show （页面存档备份，存于）
- Lovelyish Hong Kong -「搖擺天使」復興搖滾樂壇
- 文匯報 -「搖擺天使」告別政圈 梁安琪要復興Band壇 （页面存档备份，存于）